# استان گیفو
استان گیفو (岐阜県 Gifu-ken) یکی از استان‌های ژاپن است که در منطقۀ چوبو، جزیرۀ هونشو قرار گرفته‌ است. استان گیفو جمعیت ۱٬۹۹۱٬۳۹۰ نفر (تا تاریخ ۱ ژوئن ۲۰۱۹) و مساحت ۱۰٬۶۲۱ کیلومتر مربع (۴٬۱۰۱ مایل مربع) دارد..
استان گیفو از شمال با استان تویاما، از شمال غرب با استان ایشیکاوا، از غرب با استان‌های فوکوئی و شیگا، از جنوب غرب با استان میه، از جنوب با استان آیچی و از شرق با استان ناگانو همسایه می‌باشد.
گیفو بزرگترین شهر و مرکز استان گیفو بوده و اوگاکی، کاکامیگاهارا و تاجیمی دیگر شهرهای بزرگ این استان می‌باشند.
استان گیفو در مرکز ژاپن قرار داشته و یکی از هشت استان محصور در خشکی ژاپن است و نیز مرکز جمعیت کشور را نشان می‌دهد. استان گیفو محل تقاطع‌های تاریخی است که شرق را به غرب پیوند می‌دادند؛ از جمله آنها ناکاسندو که یکی از گوکایدوهای دورۀ ادو می‌باشد. استان گیفو محل اقامت طولانی‌مدت دو چهرۀ تأثیرگذار تاریخ ژاپن در دورۀ سنگوکو، اودا نوبوناگا و سایتو دوسان بود که عبارت محبوب "گیفو را کنترل کن تا ژاپن را کنترل کنی" را در اواخر دوران قرون وسطی به وجود آورد. استان گیفو به خاطر صنعت کاغذ واشی سنتی‌اش، که شامل فانوس‌های گیفو و چترهای گیفو است، و همچنین به عنوان مرکز صنایع شمشیرسازی ژاپن و چاقوسازی معروف است. قلعۀ گیفو همانطور که از نامش مشخص است در استان گیفو قرار دارد. این استان همچنین زادگاه سنت ۱۳۰۰ سالۀ ماهیگیری با استفاده از باکلان در رودخانۀ ناگارا و محل نبرد سکیگاهارا می‌باشد.

## تاریخ
منطقه‌ای که امروزه گیفو را تشکیل می‌دهد، حدود اواسط قرن چهارم بخشی از دربار یاماتو شد. از آنجا که گیفو در وسط جزیرۀ هونشو قرار دارد، محل نبردهای تأثیرگذار در سراسر تاریخ ژاپن بوده است؛ از جمله یکی از قدیمی‌ترین جنگ‌های بزرگ ژاپن، جنگ جینشین در سال ۶۷۲ بود که منجر به استقرار امپراتور تنمو به عنوان چهلمین امپراتور ژاپن شد.
منطقۀ استان گیفو متشکل از ولایت‌های قدیمی هیدا و مینو و نیز بخش‌های کوچکی از اچیزن و شینانو می‌باشد. نام این استان از شهر مرکز آن، گیفو، گرفته شده که خود شهر نیز توسط اودا نوبوناگا در طول لشگرکشی‌اش نامیده شد تا تمام ژاپن را در سال ۱۵۶۷ متحد کند. کاراکتر اول از واژۀ چیشان (岐山) برگرفته شده است. چیشان نام کوهی افسانه‌ای بود که چین با آن متحد شده بود. کاراکتر دوم از تایفو (曲阜)، زادگاه کنفوسیوس برگرفته شده است. نوبوناگا این کاراکترها را برگزید چون او می‌خواست تمام ژاپن را به اتحاد برساند و نیز می‌خواست به عنوان فردی باذکاوت به نظر برسد.
این استان از نظر تاریخی به عنوان مرکز شمشیرسازی برای سراسر ژاپن شناخته شده بود و شمشیرهای ساخته شده در سکی به عنوان بهترین شمشیر معروف بودند. اخیراً نقاط قوت این استان در مُد (عمدتاً در شهر گیفو) و مهندسی هوافضا (کاکامیگاهارا) می‌باشد.
در ۲۸ اکتبر ۱۸۹۱، جایی که امروزه شهر موتوسو می‌باشد، رومرکز زمین‌لرزۀ مینو-اوواری، دومین زمین‌لرزۀ بزرگی که تاکنون در ژاپن رخ داده، بود. این زمین‌لرزه با اندازۀ تخمینی ۸٫۰ در مقیاس بزرگی موج سطحی، پرتگاه گسلی برجای گذاشت که هنوز هم قابل مشاهده می‌باشد.

## شهرداری‌ها

نقشۀ استان گیفو
شهر
شهرک
روستا

تمام شهرها، شهرک‌ها، روستاها و شهرستان‌های استان گیفو در زیر فهرست شده است.

### شهرها

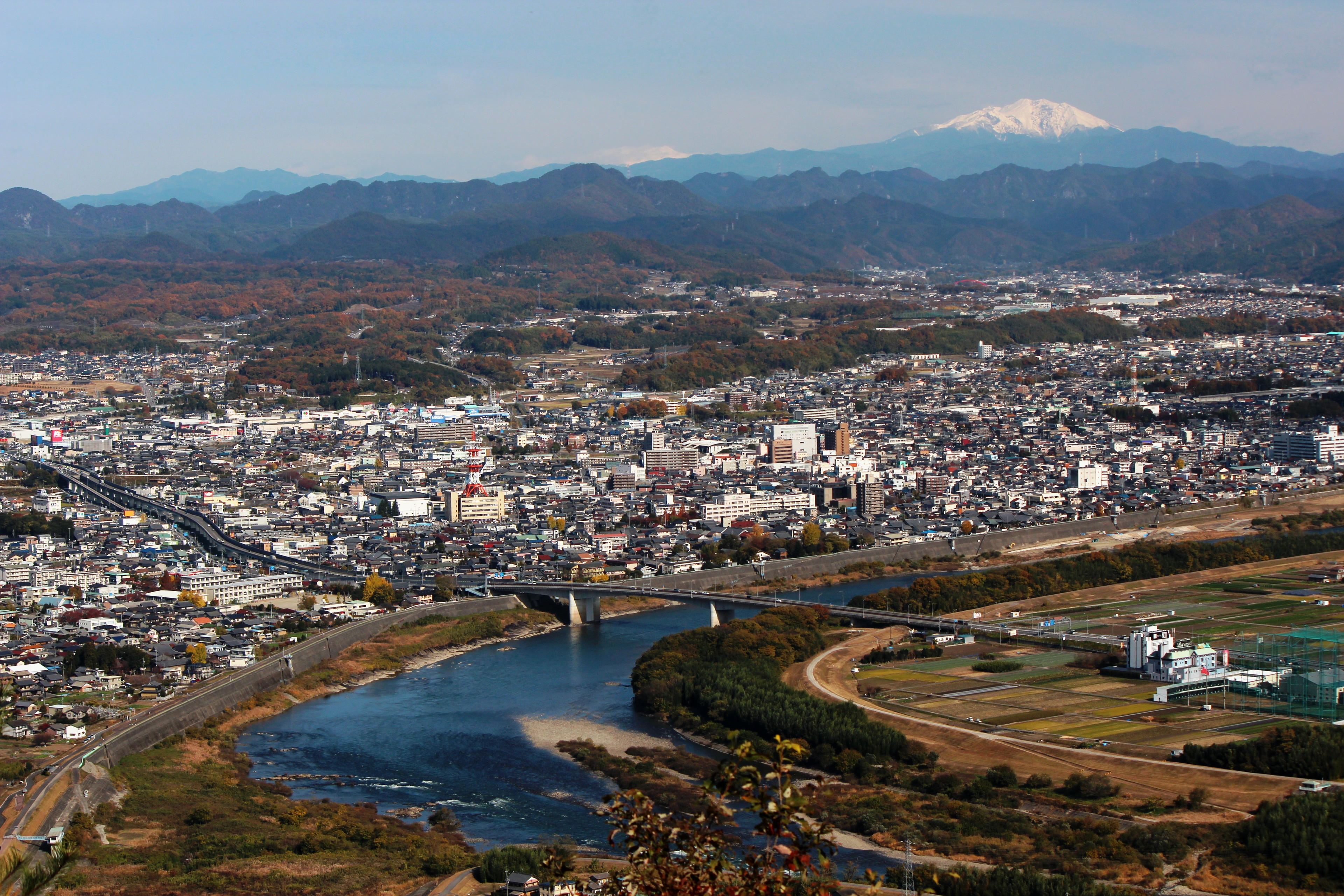
مینوکامو

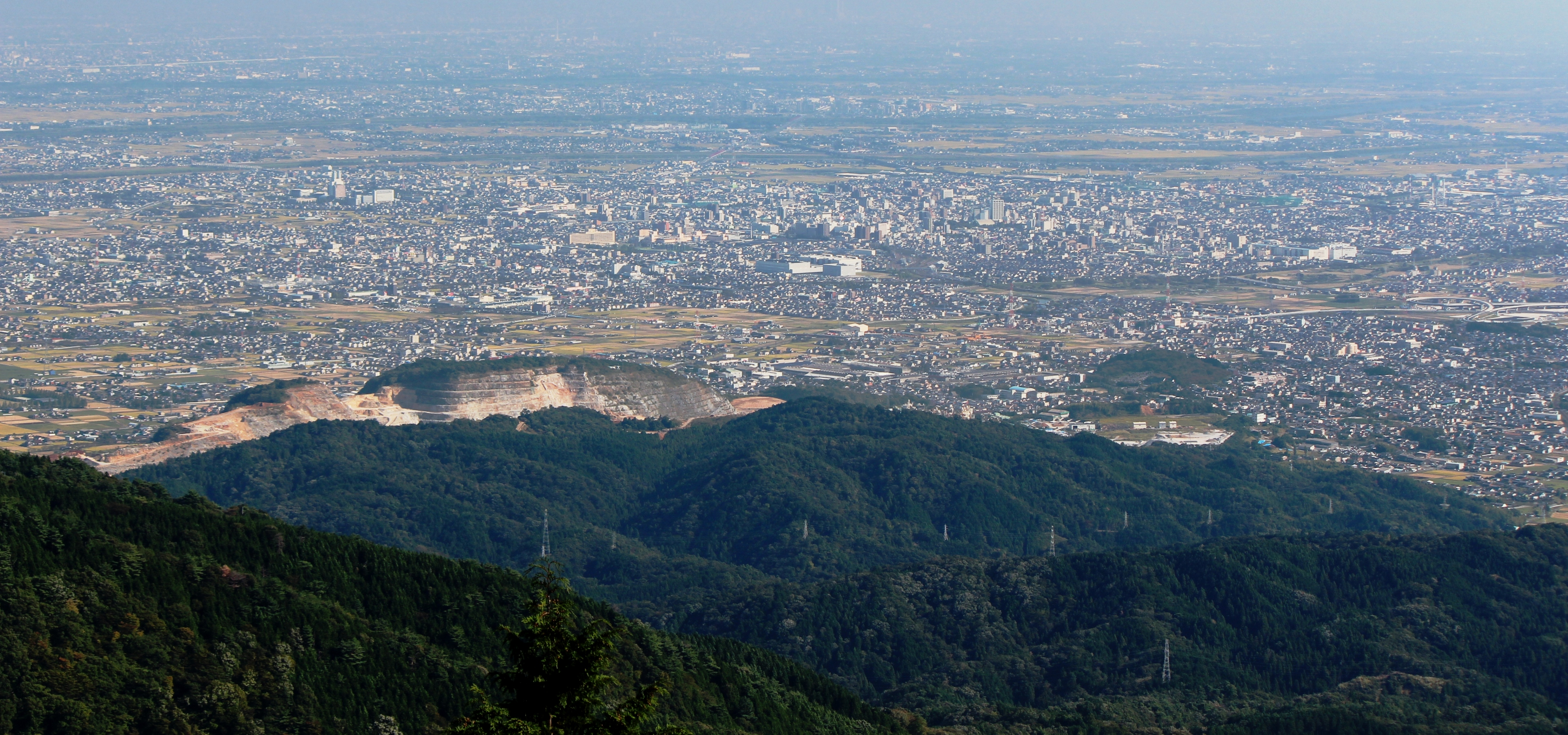
اوگاکی

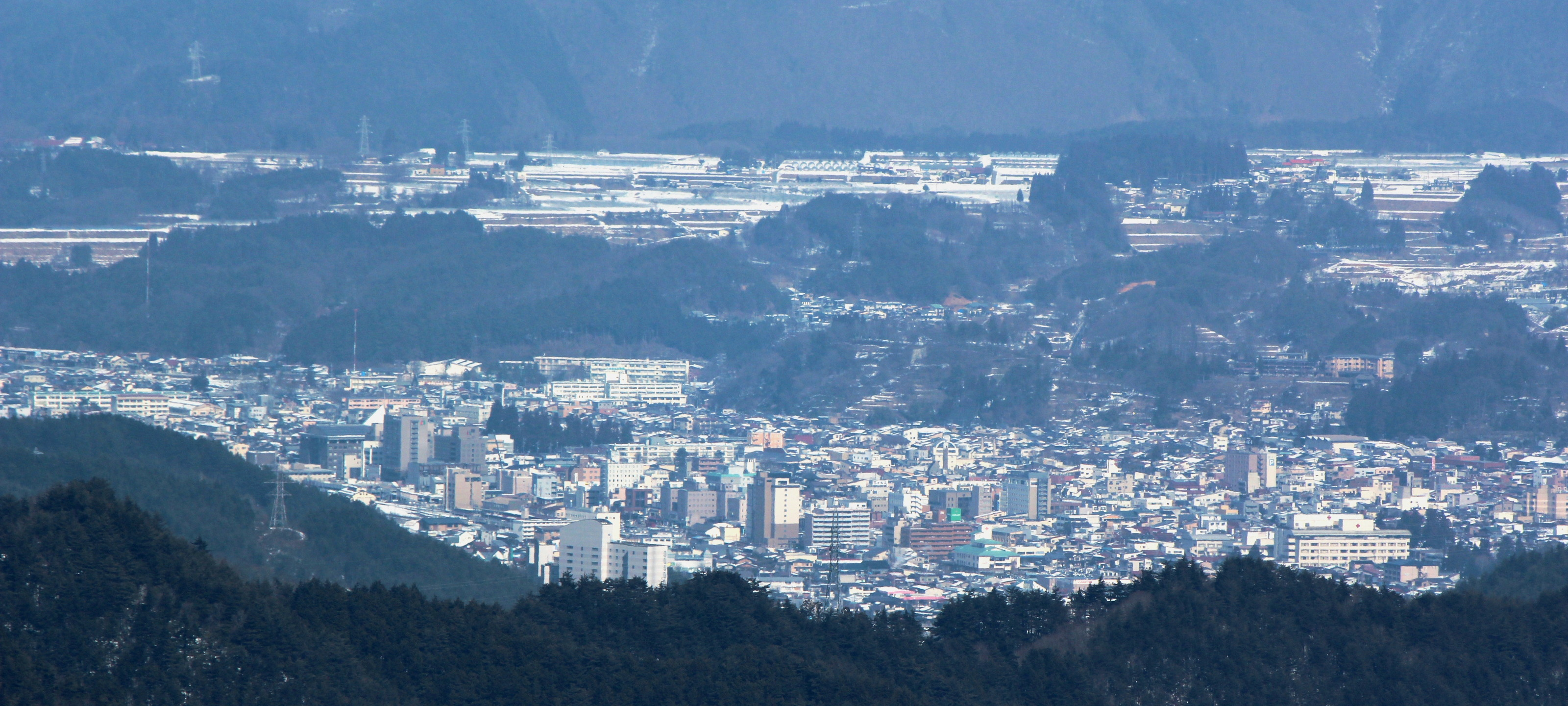
تاکایاما

۲۱ شهر در استان گیفو قرار دارد:
- گیفو – (مرکز استان)

- اِنا
- گِرو
- گوجو
- هاشیما
- هیدا
- کایزو
- کاکامیگاهارا
- کانی
- مینو
- مینوکامو
- میزوهو
- میزونامی
- موتوسو
- ناکاتسوگاوا
- اوگاکی
- سکی
- تاجیمی
- تاکایاما
- توکی
- یاماگاتا

### شهرک‌ها و روستاها
فهرست زیر نشان دهندۀ شهرک‌ها و روستاها در هر شهرستان‌‌ است:
- شهرستان آنپاچی
  - آنپاچی
  - گودو
  - وانوئوچی
- شهرستان فووا
  - سکیگاهارا
  - تاروی
- شهرستان هاشیما
  - گینان
  - کاساماتسو
- شهرستان ایبی
  - ایبیگاوا
  - ایکدا
  - اونو
- شهرستان کامو
  - هیچیسو
  - هیگاشی‌شیراکاوا
  - کاوابه
  - ساکاهوگی
  - شیراکاوا
  - تومیکا
  - یائوتسو
- شهرستان کانی
  - میتاکه
- شهرستان موتوسو
  - کیتاگاتا
- شهرستان اونو
  - شیراکاوا
- شهرستان یورو
  - یورو

## جمعیت‌شناسی

هرم جمعیتی استان گیفو در سال ۲۰۲۰

جمعیت استان تا تاریخ ۱ سپتامبر ۲۰۰۷، ۲,۱۰۱,۹۶۹ نفر بود. تقریباً ۱٫۸ میلیون نفر از این جمعیت، در شهرها سکونت داشتند و باقی آنها نیز در شهرک‌ها و روستاها. درصد جمعیت مرد و زن به ترتیب ٪۴۸٫۴ و ٪۵۱٫۶ می‌باشد. ٪۱۴٫۴ جمعیت حداکثر ۱۴ ساله بوده و ٪۲۲٫۱ نیز حداقل ۶۵ ساله هستند.

## آموزش
- دانشگاه آساهی
- دانشگاه چوبو گاکوئین
- دانشگاه چوکیو گاکوئین
- کالج زنانۀ شهر گیفو
- کالج پرستاری گیفو
- دانشگاه کِیزای گیفو
- دانشگاه داروسازی گیفو
- دانشگاه شوتوکو گاکوئن گیفو
- دانشگاه گیفو
- دانشگاه علوم پزشکی گیفو
- دانشگاه زنانۀ گیفو

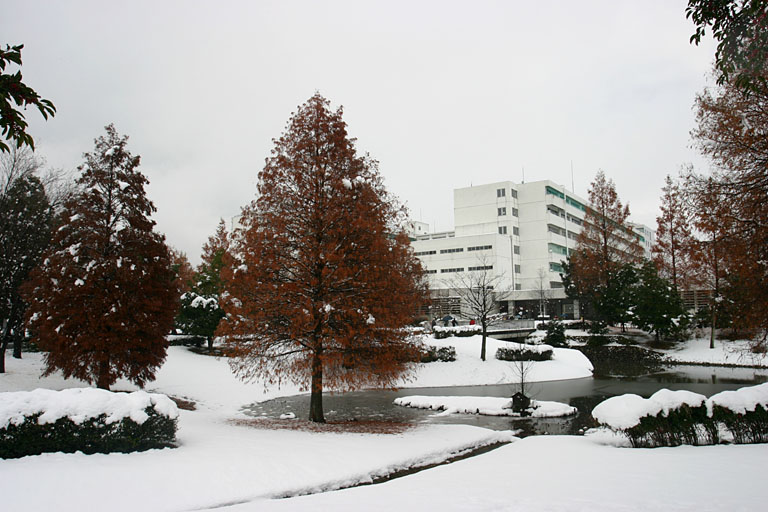
دانشکدۀ مهندسی دانشگاه گیفو

- مؤسسۀ علوم و هنرهای رسانه‌ای پیشرفته
- دانشگاه گاکوئین توکای

## حمل و نقل

### راه‌آهن
- راه‌آهن آکِچی [en]
- جی‌آر مرکزی
  - خط چوئو
  - خط تایتا [en]
  - خط تاکایاما [en]
  - خط توکایدو
  - توکایدو شینکانسن – ایستگاه گیفو-هاشیما [en]
- میتتسو
  - خط هاشیما [en]
  - خط هیرومی [en]
  - خط اینویاما [en]
  - خط کاکامیگاهارا [en]
  - خط ناگویا [en]
  - خط تاکِهانا [en]
- راه‌آهن ناگاراگاوا [en]
- راه‌آهن تارومی [en]
- راه‌آهن یورو [en]

### جاده

#### بزرگراه‌ها و جاده‌های عوارضی
- بزرگراه چوبو جوکان
- بزرگراه چوئو [en]
- جادۀ جنگلی هاکوسان
- آزادراه میشین
- جادۀ عوارضی کوه ایبوکی
- جادۀ کنار رودخانه‌ای ناگاراگاوا
- بزرگراه توکای-هوکوریکو [en]
- بزرگراه توکای-کانجو [en]

#### بزرگراه‌های ملی
- جادۀ ۱۹
- جادۀ ۲۱
- جادۀ ۲۲
- جادۀ ۴۱
- جادۀ ۱۵۶
- جادۀ ۱۵۷
- جادۀ ۱۵۸
- جادۀ ۲۴۸
- جادۀ ۲۵۶
- جادۀ ۲۵۷
- جادۀ ۲۵۸
- جادۀ ۳۰۳
- جادۀ ۳۶۰
- جادۀ ۳۶۱
- جادۀ ۳۶۳
- جادۀ ۳۶۵
- جادۀ ۴۱۷
- جادۀ ۴۱۸
- جادۀ ۴۱۹
- جادۀ ۴۷۱
- جادۀ ۴۷۲
- جادۀ ۴۷۵